# Бой в Преказе
Бой в Преказе (алб. Masakra e Prekazit, серб. Напад на Преказ) — сражение сербских войск против Армии освобождения Косова, состоявшееся 5 марта 1998 года. В результате боёв, в которых участвовала Специальная антитеррористическая группа Сербии, были убиты два командира АОК — братья Адем (один из лидеров АОК) и Хамез Яшари — и ещё 36 членов АОК, однако также жертвами стали 28 гражданских лиц (женщины и дети).
По данным организации Amnesty International, атака была направлена не столько против вооружённых албанцев, сколько против подозревавшихся в сотрудничестве с АОК гражданских лиц и их семей. Власти Сербии и Югославии отвергли эти обвинения, заявив, что ранее бойцы АОК совершили ряд нападений на югославскую полицию.

## Предыстория
Адем и Хамез Яшари были членами Армии освобождения Косово — военизированной организации косовских албанцев, выступавшей за выход Косова из состава Сербии и Югославии и его последующее признание независимым государством. Адем Яшари, уроженец Преказа, участвовал в образовании первого воинского формирования в Србице в 1991 году, долгое время он действовал в долине Дреницы. 30 декабря 1991 года милиция СФРЮ окружила Адема и Хамеза Яшари в Преказе, однако те прорвали окружение и скрылись. Яшари был объявлен в розыск.
С 1992 по 1997 годы группа Яшари была причастна к большинству вооружённых нападений на полицию Югославии и на сербские сёла. Албанцы следовали тактике партизанской войны, какой придерживались качаки и баллисты, но затем перешли к тактике террора. Заочно Приштинский окружной суд Югославии приговорил к 20 годам тюрьмы группу косовских албанцев, куда входили Адем Яшари, Иляз Кодра, Сахит Яшари, Фадиль Кодра, Якуп Нура, Зенан Кодра, Реджеп Селими; ещё 10 лет тюрьмы получил Хашим Тачи. 22 апреля 1996 года группа Яшари совершила серию нападений в Пече, Штимле, Дечанах и на дороге Рожае — Приштина, в результате которых погибло 5 человек и было ранено ещё 5.
22 и 23 января 1998 года в Преказе сербские югославские части предприняли неудачную попытку убить Адема Яшари. Тогда группа АОК из 7-8 человек захватила в заложники поезд, следовавший по маршруту Србица — Дреница. Полиция выехала на место нападения и открыла огонь по албанцам, бросившись в погоню за Яшари и его соратниками. Отряд отступил в село Доне-Преказе (Преказ), за ним последовала полиция, которая потребовала от Яшари сдаться. Албанцы в ответ стали стрелять из всех домов, которые заняли, и после непродолжительной перестрелки скрылись. Полиция официально заявила, что Яшари был ранен.
28 февраля того же года отряд АОК устроил засаду на сербских полицейских в деревне Ликошане: четверо сербских полицейских погибло, албанцы потеряли 16 убитыми, а сам Яшари с инициаторами нападения сбежал. Полиция продолжила поиски Яшари и его семьи, который решил переждать облаву в своём доме в Преказе. Он дал приказ своим подчинённым оборонять его дом до последнего человека.

## Операция

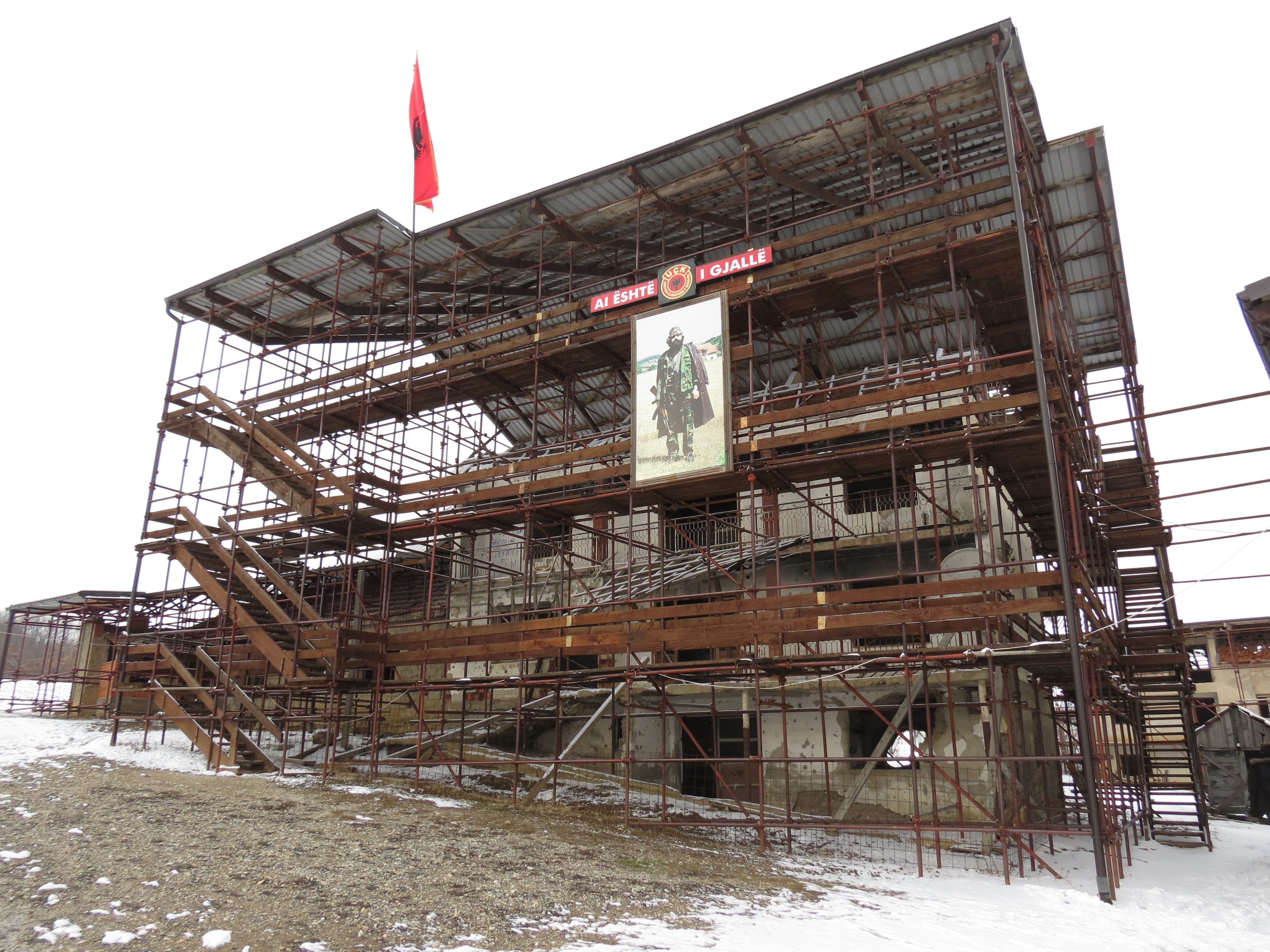
Один из домов, обстрелянных сербской полицией

Ранним утром 5 марта 1998 года, согласно официальному отчёту МВД Сербии, Армия освобождения Косово совершила нападение на патруль в Дони-Преказе, что вынудило сербскую полицию начать подготовку к ответной атаке на Горни-Преказе и Дони-Преказе. Второе нападение состоялось чуть позже на ещё один патруль в Дони-Преказе, после чего полиция решила перейти к ответным мерам немедленно и расправиться с Яшари и всеми его соратниками. Сербская полиция начала погоню за бойцами АОК, которые отступили в деревню Преказ к укрытию Яшари.
Группа АОК была окружена в жилом доме силами полицейского спецназа, также полицейские перекрыли все выходы из деревни. Сербская полиция обратилась к Яшари с требованием сдаться, на что тот ответил отказом, а его группа открыла огонь по полиции. Дом, в котором скрывался Яшари, был хорошо укреплён и предварительно забаррикадирован, но в нём также было много мирных жителей (в основном женщины и дети). Сербская полиция продолжила вести переговоры, требуя от Яшари в течение 2 часов выпустить хотя бы часть заложников. По истечении срока Яшари решился отпустить около 10 человек, которые немедленно покинули зону боёв.
Однако попытки уговорить Яшари сдаться не увенчались успехом: его группа снова обстреляла полицейских, но уже с использованием не только автоматов, но и миномётов, ручных гранат, пулемётов и снайперских винтовок. Погибли двое полицейских, трое были ранены. Разрушить дом даже при помощи крупнокалиберного оружия оказалось не по силам полиции, и только использование слезоточивого газа позволило выманить группу Яшари и уничтожить её. В результате перестрелки было убито более 60 человек (в основном — почти вся семья Яшари). Сербская полиция потеряла убитыми двое человек, ещё восемь были ранены.
Майор МВД Сербии Горан Радосавлевич официально заявил, что Яшари и его группа «сражались до последнего человека, проявив невиданный фанатизм, но сам Адем Яшари шёл на крайние и жестокие меры с целью отбить атаку югославской полиции». Со слов Радосавлевича, Яшари «убил своего племянника за проявление трусости, а затем начал прикрываться женщинами, детьми и стариками в качестве живого щита, угрожая убить любого, кто попытается сдаться». Более того, Яшари ожидал помощь от албанцев из всей общины Дреница, которые должны были узнать о штурме и прийти на помощь к осаждённой группе. Однако выжившая племянница Адема Яшари по имени Бесарта (дочь Хамеза Яшари) заявляла, что всё сказанное Радосавлевичем неправда и что её заставили под угрозой пыток оговорить собственного дядю. Генерал Нейбоша Павкович заявил, что проведённая против «известного преступника» операция была стандартной и завершилась успешно, но сказал, что не может описать её детали.
Выжившие свидетели говорили, что полиция Сербии собиралась убить не только самих членов АОК, но и их семьи как «пособников террористов». В ходе операции из миномётов были обстреляны несколько домов семейства Яшари, а также дом семьи Луштаку: те, кто пытался укрыться от сербской полиции, обстреливались снайперами. Совет Безопасности ООН отметил, что действия полиции нарушали Главу VII Устава ООН, но не отметил, какие именно статьи были нарушены.

## Последствия

### Реакция
Бой в Преказе усилил поддержку Армии освобождения Косово среди этнических албанцев, в основном среди жителей косовских деревень. Адема Яшари югославские СМИ называли «террористом и преступником», в то время как албанские называли его «борцом за свободу и национальным героем», сравнивая со Скандербегом. Гибель гражданских лиц югославские СМИ называли «побочным эффектом борьбы против терроризма», а албанские СМИ назвали погибших «мучениками». 13 марта в Приштине прошла акция протеста против действий югославской полиции, на которой собрались около 50 тысяч человек. 15 марта католическая церковь призвала провести мессы во всём регионе, а в Приштине после мессы собралось на демонстрацию 15 тысяч человек. В столицах Европы и восьми городах США в конце марта 1999 года более 100 тысяч человек вышли на демонстрации в годовщину нападения. Власти Югославии выразили соболезнования родственникам погибших во время операции «жертв албанского терроризма и немилосердия». Хотя албанские бойцы не позволили гражданским лицам покинуть зону боёв, отчасти была признана вина полиции в большом количестве жертв, поскольку полицейские не знали, что в доме, где окопался Яшари, было много гражданских лиц.

### Похороны погибших
Местный Совет по защите прав и свобод человека попытался добиться от полиции возможности забрать тела, однако никаких документов в открытом виде не было предоставлено. Полиция, по словам Совета, увезла тела в морг Приштины, а затем в Дреницу. 9 марта полиция заявила, что если семьи погибших не провели похороны, то похороны проведут власти. Сами же семьи обращались с просьбой провести вскрытие.
10 марта полицейский бульдозер выкопал большую могилу у Преказа и похоронил там тела всех погибших: из них 10 не были к тому моменту идентифицированы. Семьи ожидали проведение вскрытия, но группе врачей из Приштины, семьям погибших, представителям католической церкви, мусульманской общины и международных организаций по защите прав человека не предоставили доступ к захоронению. Руководство сербской полиции подозревало, что организации тайно помогали албанским сепаратистам в прошлом, скрывая поставки оружия. 11 марта всех погибших похоронили по исламскому обряду.
Тела 42 косовских албанцев, погибших в Дони-Преказе, были опознаны. Ещё шесть албанцев из деревни Лауша умерли при неизвестных обстоятельствах.

## Галерея

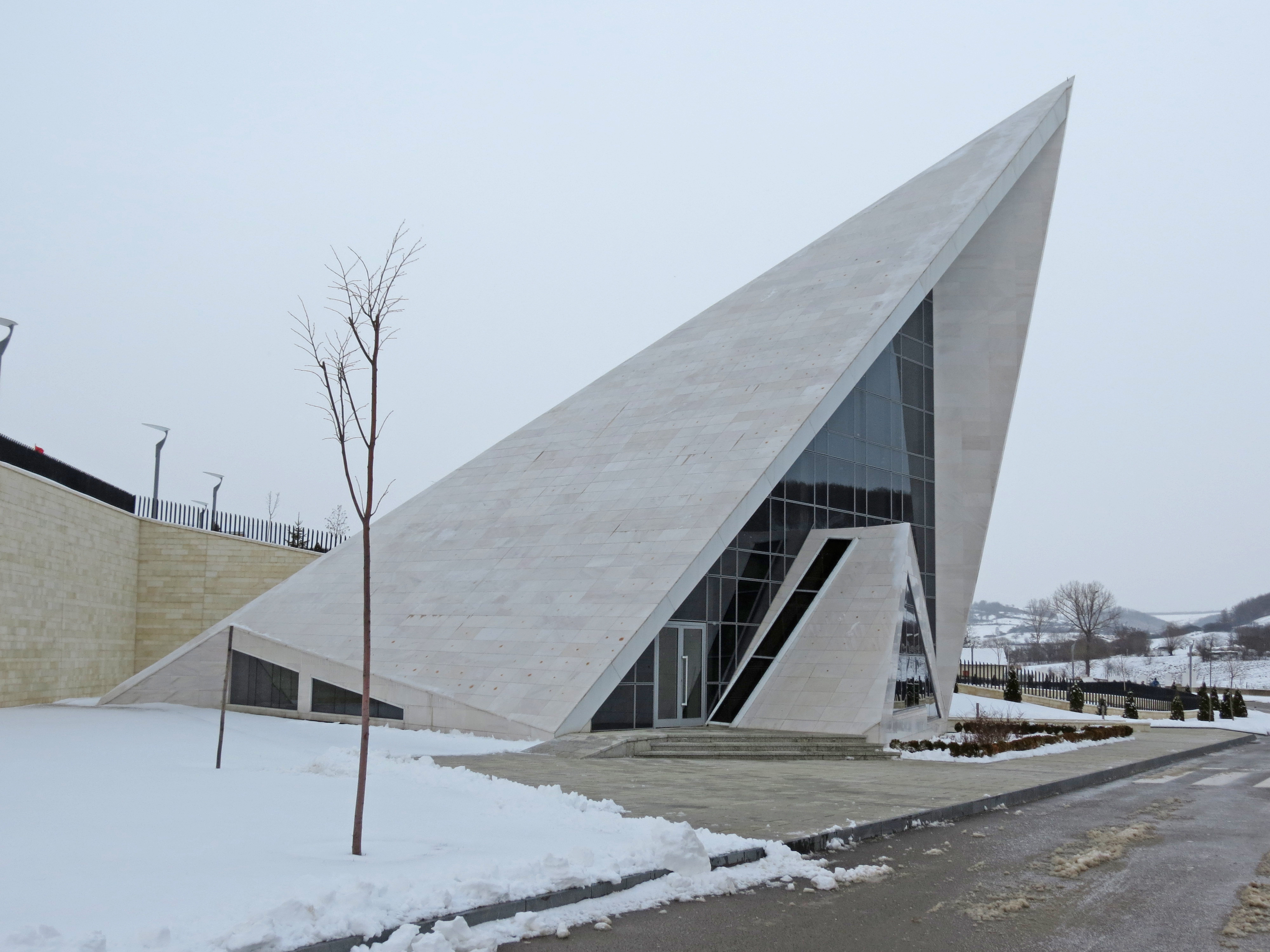
Мемориальный комплекс Адема Яшари
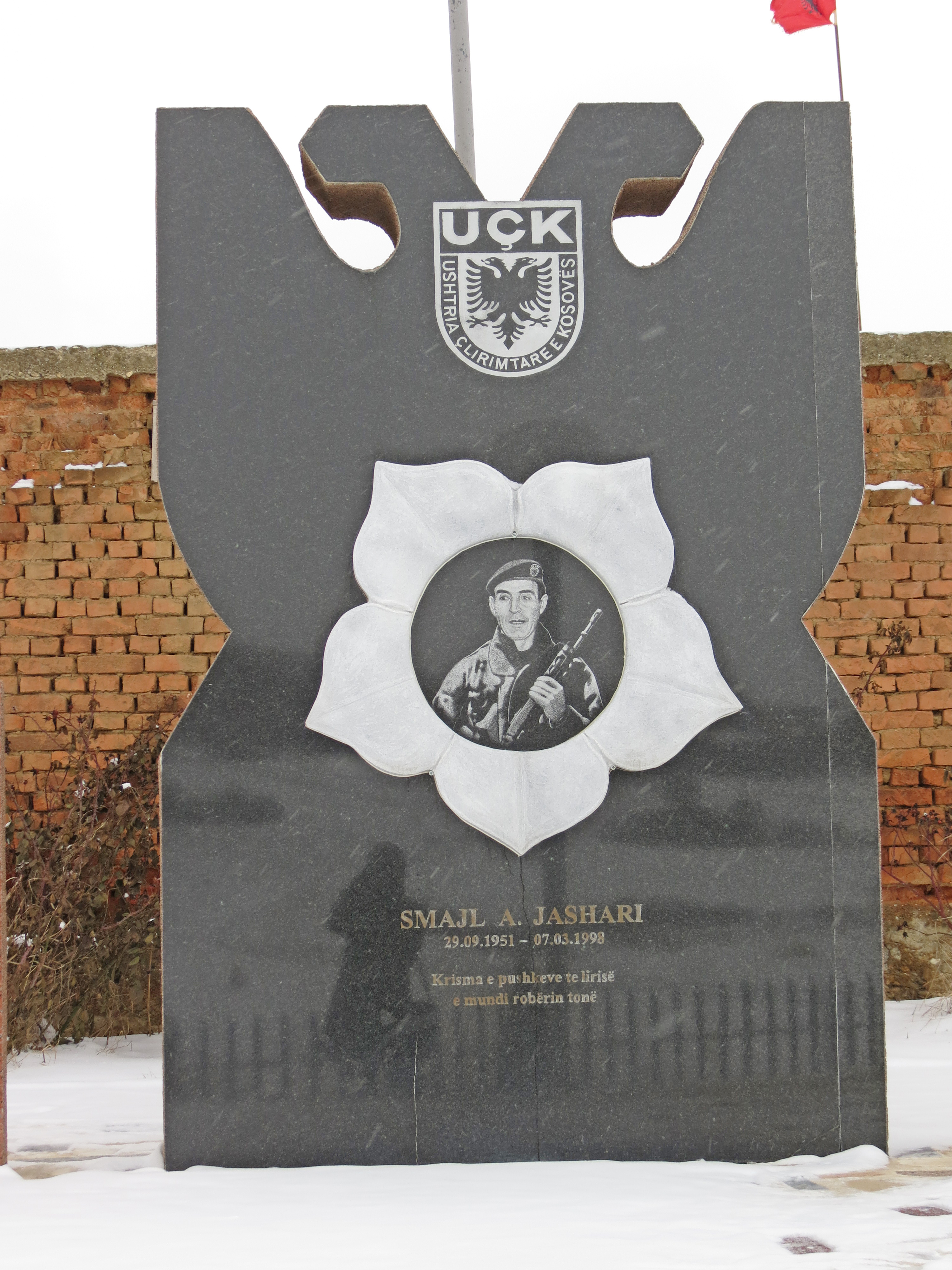
Памятник в виде албанского двуглавого орла
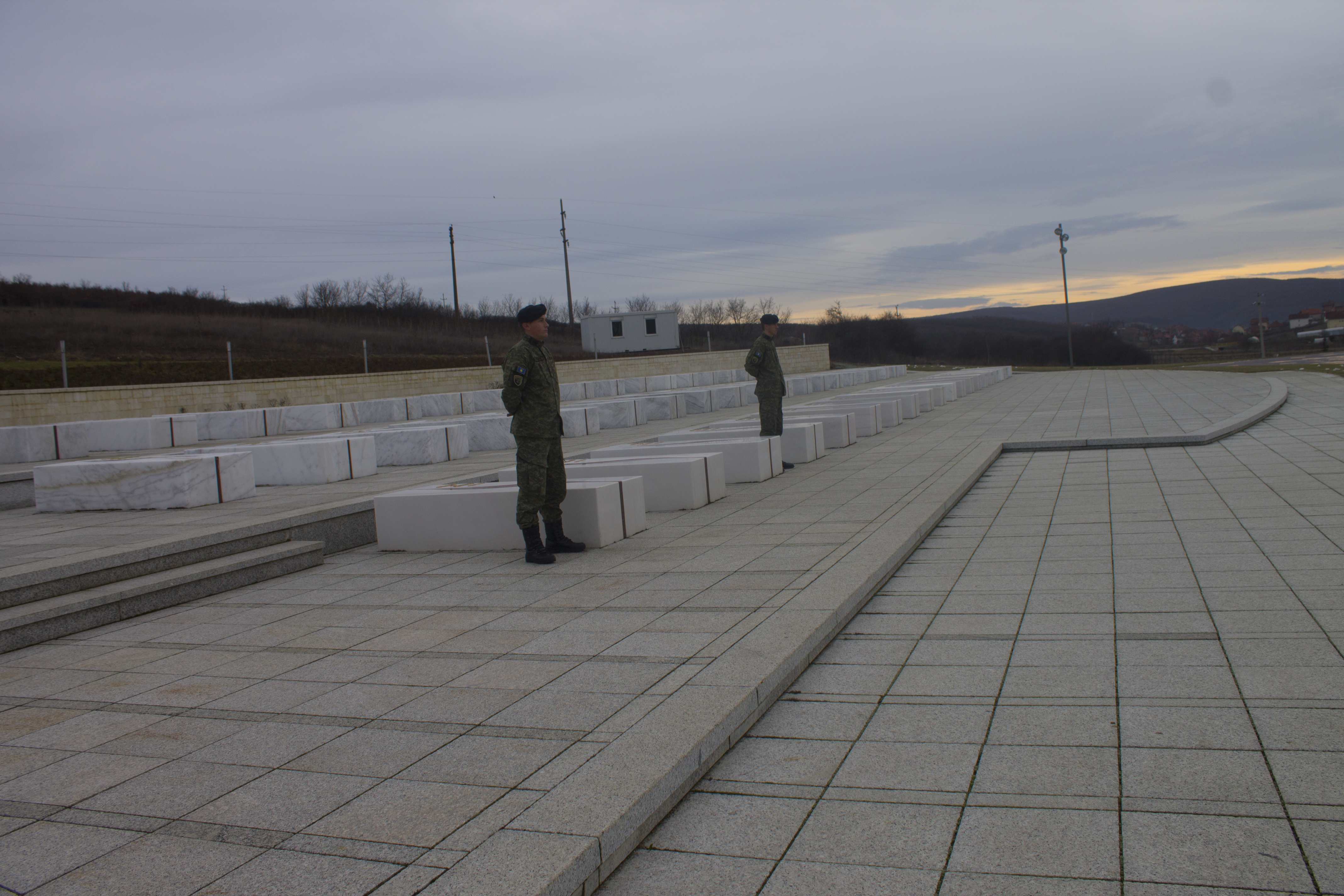
Мемориальный комплекс в Преказе